# Jacob Gerritsz. Cuyp

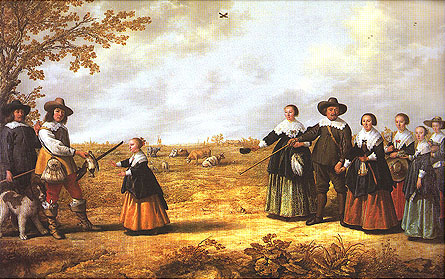
Jacob Gerritsz Cuyp, Portretul unei familii într-un peisaj, 1641

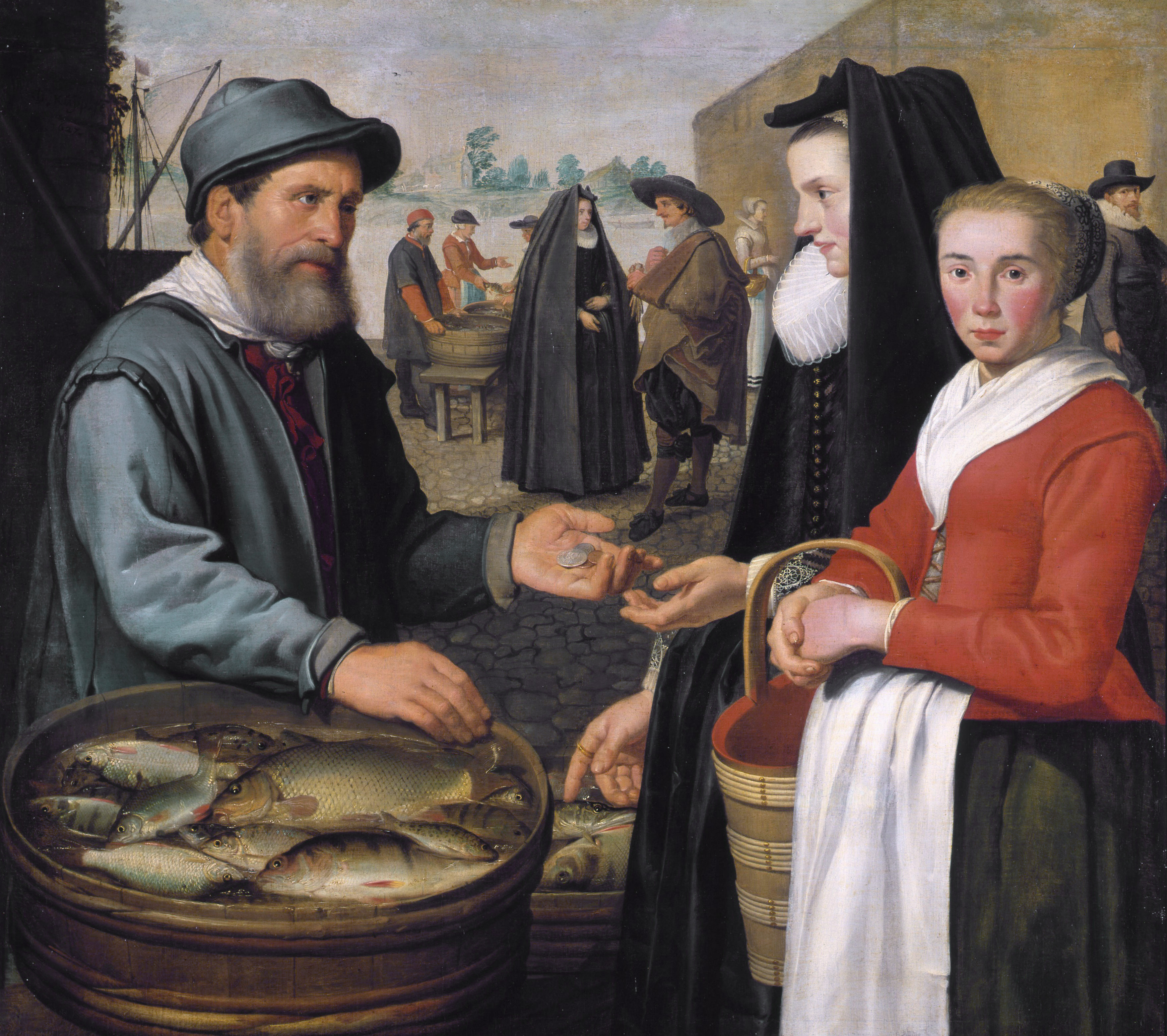
Jacob Gerritsz. Cuyp, Piața de pește.

Jacob Gerritszoon Cuyp (de asemenea, ortografiat Cuijp) (n. decembrie 1594, Dordrecht, Olanda de Sud, Țările de Jos – d. 1652, Dordrecht, Olanda de Sud, Țările de Jos) a fost pictor de portrete și peisaje, cunoscut mai ales pentru portretele sale. S-a născut și a murit în Dordrecht și a fost fiul designerului de vitralii Gerrit Gerritsz Cuyp, care s-a mutat la Dordrecht din Venlo. El a fost fratele vitreg al lui Benjamin Gerritsz Cuyp și tatăl mult mai faimosului Aelbert Cuyp.
A pictat mai întâi naturi moarte, interioare cu figuri și animale, dar mai târziu s-a specializat în peisajele pastorale pentru care este renumit.
Potrivit lui Houbraken, el i-a ajutat pe pictorii Jacques de Claeuw, Isaac van Hasselt și Cornelis Tegelberg să înființeze Breasla Sfântului Luca în Dordrecht în 1642. Potrivit RKD, el a fost elev al lui Abraham Bloemaert în Utrecht și a devenit membru Breasla Sfântului Luca la 18 iulie 1617. A fost trezorier în 1629, 1633, 1637 și 1641. A devenit ulterior profesor al pictorilor Ferdinand Bol, Rafaël Govertsz Camphuysen, Aelbert Cuyp, Benjamin Gerritsz Cuyp, Hendrik Dethier, Isaac van Duynen, Bastiaan Govertsz van der Leeuw, Paulus Lesire, Aert van der Neer, Pieter Hermansz Verelst și Ary Huybertsz Verveer.